# Куэцалан-дель-Прогресо
Куэцалан-дель-Прогресо (исп. Cuetzalan del Progreso) — город и муниципалитет в Мексике, входит в штат Пуэбла. Население — 45 010 человек.

## История
Город основан в 1895 году.